# 大木囲貝塚
座標: 北緯38度18分10.9秒 東経141度2分37.9秒 / 北緯38.303028度 東経141.043861度

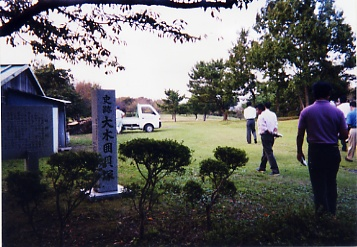
大木囲貝塚の入り口。史跡の碑が建っている。

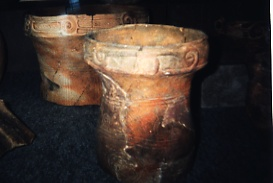
大木8b式土器（縄文中期中葉、関東の加曾利E2式並行)

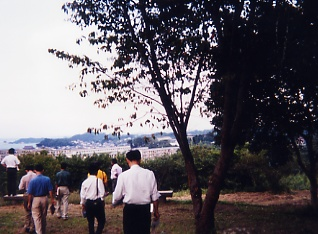
大木囲貝塚から見た松島湾

大木囲貝塚（だいぎかこいかいづか）は、宮城県宮城郡七ヶ浜町東宮字大木・西大木・北大木・南大木に所在する縄文時代前期から中期にかけての貝塚を伴う大規模な環状集落の遺跡である。東北地方南部における縄文時代の標式遺跡の1つ。1968年（昭和43年）3月18日に国の史跡に指定されている。

## 概要
松島湾の南岸、塩釜湾に突出した標高35メートルほどの丘陵上に位置する。東西270メートル、南北280メートルの楕円状に数十箇所の貝層が分布している環状あるいは馬蹄形の貝塚である。貝層に囲まれた空間からは、竪穴建物跡が確認されており、一時期に6～8軒の建物があったと考えられている。
1917年（大正6年）に松本彦七郎、1918年（大正7年）に長谷部言人、1925年（大正14年）に清野謙次、1927年から1929年（昭和2年～4年）には山内清男・伊東信雄らによって、AからG地点の発掘調査が数次にわたって行われた。貝層が厚さ2メートルにもわたっているために縄文時代前期前葉から中期後半までの良好な層位調査を行うことができた。山内は、各層位の出土土器を大木1式から10式（後に13型式）までの型式編年を行い、現在でも宮城県を中心とした東北地方中南部の前期から中期の縄文土器の編年基準として使用されている。
戦後になって、1949年（昭和24年）伊藤信雄が、1963年（昭和38年）・1965年（昭和40年）東北大学教育学部歴史研究室が発掘調査を行っている。
1972年（昭和47年）～1978年（昭和53年）に七ヶ浜町教育委員会が史跡整備のための発掘調査を行い、貝層の分布と規模が判り、竪穴建物跡1軒が検出された。